# 马提尼克进步党
马提尼克进步党（法語：Parti progressiste martiniquais，缩写为PPM）是马提尼克的一个左翼政党。该党成立于1958年3月22日，分裂自法国共产党，创始人是艾梅·塞泽尔。该党的意识形态是进步主义、民主社会主义、本土自治。该党的主席是塞尔日·莱奇米，秘书长是约翰尼·哈贾尔。该党的总部位于法兰西港。该党是新人民阵线的成员。